# أحوال الناس (مسلسل)
أحوال الناس هو مسلسل تلفزيوني درامي جزائري عُرض لأول مرة في رمضان 1441 هـ (2020). يحكي عن التجارب اليومية التي يواجهها الإنسان، وكيف تشكل هذه التجارب اختبارات حقيقية له، تفرض عليه اتخاذ قرارات مصيرية قد تؤثر على مستقبله.

## الممثلون

### الموسم الاول
البطولة
- فضيلة حشماوي
- عزيز بوكروني
- رضا سيتي 16
- مداني مسلم
- مليكة بلباي
- إيمان نوال
- موني بوعلام
- سهيلة معلم

وعدة نجوم وممثلين جزائريين

### الموسم الثاني
البطولة
- ياسمين عماري
- كنزة مرسلي
- رضا سيتي 16
- أنيا حميمد
- عماد بن شني
- إلياس بن بكير
- بهية راشدي
- خديجة مزيني
- جمال بوناب

وعدة نجوم وممثلين جزائريين

## الموسم الثالث
يعود المسلسل الجزائري “أحوال الناس” في موسمه الثالث بعنوان “سيد الرجال”، مقدمًا دراما تجمع بين الحب، الخيانة، والصراعات العائلية، إلى جانب قضية الهجرة.
تدور الأحداث هذا الموسم حول اختفاء الابن الأكبر وإعلان وفاته لاحقًا، مما يهدد استقرار العائلة. يحاول الأب إنقاذ أسرته بإجبار ابنه الأصغر على الزواج من أرملة شقيقه، إيمان، التي تبقى متعلقة بحبها الأول، مما يعمّق التوترات.

### البطولة
- عزيز بوكروني
- نورة بن ناصر
- عبد الكريم دراجي
- أمين ميموني
- أنيسة علي باي
- سالي بن ناصر
- أنيا حميمد
- إسلام بعزيز
- ربيع أوجاوت

وعدة نجوم وممثلين جزائريين

## وصلات خارجية
- أحوال الناس على موقع IMDb (الإنجليزية)
- أحوال الناس على موقع قاعدة بيانات الأفلام العربية